# Mieczysław Kozłowski
Mieczysław Kozłowski (n. 1948, Wrocław) este un poet, prozator și autor polonez de aforisme. Autor a mai multe volume, precum:
“Uśmiechnięci unoszą się” (1976), “W narastającym upale sumienia” (1978), “Złota Szpilka – Złota Myśl” (1984), “Czynsz za szare komórki” (1986), “Tabliczka myślenia”.